# 矢野浩三郎
矢野 浩三郎（やの こうざぶろう、1936年7月20日 - 2006年3月26日）は、日本の翻訳家・著作権エージェント・実業家。福岡県甘木市(朝倉市) 生まれ。明治大学文学部卒、斎藤正直の教えを受ける。
1961年、雑誌「ホリディ」の担当編集者として早川書房に入社するが、1号のみの雑誌となり退社。1963年からチャールズ・イー・タトル商会 (現タトル・モリ エイジェンシー) に移り、海外著作権エージェントとなる。1965年から海外評論社に勤務。1966年に独立し、宮田昇とともに著作権エージェンシー業務を提供する矢野著作権事務所を開設し、代表取締役に就任した。1970年、同事務所は日本ユニ・エージェンシーへ改称して拡大した。1981年、同社の非常勤取締役となる。
また1967年ごろから翻訳家としても活動。英語、フランス語ともに訳し、推理もの、怪奇・幻想ものを多く訳した。
ジョルジュ・シムノン、スティーヴン・キング、ケン・フォレットなどが多い。のち明星大学教授。
日本出版学会、日本翻訳家協会、日本文芸家協会、各会員。

## 翻訳
- 『赤い花と死刑執行人 / 黒衣の少女』（コーネル・ウールリッチ、盛光社、ジュニア・ミステリ・ブックス） 1965
- 『待伏部隊　マット・ヘルムシリーズ』（ドナルド・ハミルトン、早川書房、世界ミステリシリーズ） 1965
- 『忍者部隊　マット・ヘルムシリーズ』（ドナルド・ハミルトン、早川書房、世界ミステリシリーズ） 1966
- 『年上の女を讃える ヴァイダ・アンドラーシュの愛の回想』（スティーヴン・ヴィジンツェイ、早川書房） 1967、のち改題『年上の女』（富士見ロマン文庫）
- 『世界の怪談集 怖い話をするときに』（青木日出夫共訳、ベストセラーズ） 1970
- 『世界怪奇物語』（青木日出夫共訳、集英社、ジュニア版世界の冒険） 1971
- 『黄色い犬』（ジョルジュ・シムノン、集英社、ジュニア版世界の推理） 1972
- 『フランケンシュタイン』（マダム・シェリー、朝日ソノラマ、少年少女世界恐怖小説） 1972
- 『殺人のためのバッジ』（ウイリアム・P・マッギヴァーン、早川書房、世界ミステリ全集） 1973、のちハヤカワ文庫
- 『大富豪殺人事件』（エラリー・クイーン、早川書房） 1973
- 『ヘビのブローチ』（モーリス・ルブラン、集英社、怪盗ルパン12） 1974
- 『ある受難の終り』（マリ=クレール・ブレ、集英社、現代の世界文学） 1974
- 『ルパンあやうし』（ルブラン、岩崎書店、世界の名探偵物語） 1975
- 『狭き門』（ジッド、集英社、ジュニア版世界の文学） 1975
- 『怪奇と幻想』全3巻（角川文庫） 1975
1「吸血鬼と魔女」
2「超自然と怪物」
3「残酷なファンタジー」
- 『心理サスペンス あなたに恐怖を!』（カービー・マッコーリー編、ベストセラーズ、ワニの本 ベストセラーシリーズ） 1977
- 『世界怪奇ミステリ傑作選』正・続（番町書房、イフ・ノベルズ） 1977
- 『モンマルトルのメグレ』（シムノン、河出書房新社） 1977、のち河出文庫
- 『ある死刑囚の首』（シムノン、文研出版） 1977
- 『メグレとベンチの男』（シムノン、河出書房新社、メグレ警視シリーズ） 1977
- 『ドラキュラ伝説 吸血鬼のふるさとをたずねて』（レイモンド・T・マクナリー,ラドゥ・フロレスク、角川選書） 1978
- 『ポアロとミス・マープル』（数藤康雄共編、パシフィカ、名探偵読本） 1978
- 『メグレと賭博師の死』（シムノン、河出書房新社、メグレ警視シリーズ） 1979
- 『メグレのバカンス』（シムノン、河出書房新社、メグレ警視シリーズ） 1980
- 『11人目の小さなインデアン』（ジャックマール,セネカル、集英社） 1981、のち改題『「そして誰もいなくなった」殺人事件』（集英社文庫）
- 『レベッカへの鍵』（ケン・フォレット、集英社） 1982、のち集英社文庫、のち新潮文庫
- 『闇の展覧会 1』（カービー・マッコーリー、真野明裕,広瀬順弘共訳、早川文庫） 1982
- 『 虎の牙』上・下（モーリス＝ルブラン、偕成社、アルセーヌ＝ルパン全集12 - 13）　1982
- 『ペテルブルグから来た男』（ケン・フォレット、集英社） 1983 のち集英社文庫
- 『「風と共に去りぬ」殺人事件』（ジャックマール,セネカル、集英社） 1983
- 『バーネット探偵社』（モーリス＝ルブラン、偕成社、アルセーヌ＝ルパン全集17）  1983
- 『ミステリーゾーン』1 - 4（ロッド・サーリング他、村松潔他共訳、文春文庫） 1983 - 1994
- 「定本ラヴクラフト全集」全10巻（ ハワード・フィリップス・ラヴクラフト、監訳、国書刊行会） 1984 - 1986
『定本ラヴクラフト全集01 - 小説編I』
『定本ラヴクラフト全集02 - 小説編II』
『定本ラヴクラフト全集03 - 小説編III』
『定本ラヴクラフト全集04 - 小説編IV』
『定本ラヴクラフト全集05 - 小説編V』
『定本ラヴクラフト全集06 - 小説編VI』
『定本ラヴクラフト全集07 - 01 評論編』
『定本ラヴクラフト全集07 - 02 詩篇』
『定本ラヴクラフト全集08 - エッセイ篇』
『定本ラヴクラフト全集09 - 書簡篇01』
『定本ラヴクラフト全集10 - 書簡篇02』
- 『鷲の翼に乗って』（ケン・フォレット、集英社） 1984、のち集英社文庫
- 『マリア・カラス ひとりの女の生涯』（ピエール＝ジャン・レミ、みすず書房） 1984
- 『動物医、うっ・はっ・ふう』（デヴィッド・テイラー、集英社） 1984
- 『シャンパン・ブルース』（ナン&アイヴァン・ライアンズ、角川書店） 1985
- 『偽装亡命者キリル』（ジョン・トレンヘイル、新潮文庫） 1986
- 『骸骨乗組員　スティーヴン・キング短編傑作全集1』（スティーヴン・キング、サンケイ文庫、海外ノベルス・シリーズ） 1986
- 『獅子とともに横たわれ』（ケン・フォレット、集英社） 1986 のち集英社文庫
- 『神々のワード・プロセッサ　スティーヴン・キング短編傑作全集2』（スティーヴン・キング、サンケイ文庫、海外ノベルス・シリーズ） 1987
- 『タリスマン』（スティーヴン・キング,ピーター・ストラウブ、新潮文庫） 1987
- 『湖底の家』（スチュアート・ウッズ、文藝春秋） 1987、のち文春文庫
- 『ラスト・ショウ』（クライヴ・バーカー、集英社文庫、血の本6） 1987
- 『黒い黙示録』（カール・ジャコビ、国書刊行会、アーカム・ハウス叢書） 1987
- 『消えたAWACS機』（J・トレンヘイル、新潮文庫） 1988
- 『ミルクマン スケルトン・クルー3』（スティーヴン・キング、共訳、扶桑社） 1988
- 『ノヴェンバー・マン』（ビル・グレンジャー、集英社文庫） 1989
- 『ミザリー』（スティーヴン・キング、文藝春秋） 1990、のち文春文庫
- 『ダンシング・ガール』（マーガレット・アットウッド、集英社、集英社ギャラリー 世界の文学） 1990
- 『大聖堂』（ケン・フォレット、新潮文庫） 1991、のちSB文庫
- 『ホワイト・カーゴ』（スチュアート・ウッズ、文藝春秋） 1992
- 『最後の伝令 ヤング・インディ・ジョーンズ5』（原案:ジョージ・ルーカス、文春文庫） 1993
- 『草の根』（スチュアート・ウッズ、文藝春秋） 1994、のち文春文庫
- 『大統領がランチにやってくる』（ナン&アイヴァン・ライアンズ、角川文庫） 1994
- 『ドロレス・クレイボーン』（スティーヴン・キング、文藝春秋） 1995、のち文春文庫
- 『体験のあと』（ガイ・バート、集英社） 1997
- 『魔の聖堂』（ピーター・アクロイド、新潮社） 1997 / 白水Uブックス 2023
- 『パリンドローム』（スチュアート・ウッズ、文藝春秋） 1997、のち文春文庫
- 「恐怖と怪奇名作集」全10巻（岩崎書店） 1998 - 1999
1)『シデムシの歌』
「シデムシの歌」（オーガスト・ダーレス）
「アパートの空き部屋」（シリア・フレムリン）
「もしも夢を見たら…」（チャールズ・ボーモント）
「木馬に乗る少年」（D・H・ローレンス）
2)『真夜中の太陽』
「真夜中の太陽」（ロッド・サーリング）
「ランドルフ・カーターの語ったこと」（H・P・ラヴクラフト）
「水のなかの顔」（レノックス・ロビンスン）
「高度7000メートルの悪夢」（リチャード・マシスン）
3)『今日もいい天気』
「今日もいい天気」（ジェローム・ビクスビイ）
「幽霊船」（リチャード・ミドルトン）
「メリフロア医師の最後の患者」（ミンドレット・ロード）
「鏡よ鏡」（ナイジェル・ニール）
4)『猿の手』
「猿の手」（W・W・ジェイコブズ）
「獣のしるし」（ラドヤード・キップリング）
「信号手」（チャールズ・ディケンズ）
「マグナス伯爵」（M・R・ジェイムズ）
5)『監視者』
「監視者」（レイ・ブラッドベリ）
「まゆ」（ジョン・B・L・グッドウィン）
「逃亡者と運命」（アーヴィン・S・コッブ）
6)『猫の影』
「猫の影」（ロバート・ブロック）
「古城の黒猫」（ブラム・ストーカー）
「猫の王様」（スティーヴン・ヴィンセント・ベネー）
「茶色の猫」（マイケル・ジョセフ）
7)『墓場から帰る』
「やつらは噛む」（アントニー・バウチャー）
「墓場から帰る」（ロバート・シルヴァーバーグ）
「闇の海の声」（ウィリアム・H・ホジスン）
「骨のない人間」（ジェラルド・カーシュ）
8)『吸血鬼』
「吸血鬼」（ヘンリー・カットナー）
「ガラスの目」（ジョン・K・クロス）
「黒の告知」（カール・ジャコビ）
9)『死のなかばに』
「ランニング・ウルフ」（アルジャーノン・ブラックウッド）
「死のなかばに」（ベン・ヘクト）
「天の乗合馬車」（E・M・フォースター）
10)『けむりのお化け』
「十三階の女」（フランク・グルーバー）
「怪物」（ジェラール・クラン）
「けむりのお化け」（フリッツ・ライバー）
- 『ハンマー・オブ・エデン』（ケン・フォレット、小学館） 2000、のち小学館文庫
- 『自由の地を求めて』（ケン・フォレット、新潮文庫） 2000
- 『穴』（ガイ・バート、アーティストハウス） 2002
- 『ブラック・ハウス』（スティーヴン・キング、ピーター・ストラウブ、新潮文庫） 2004